# Maltoza
Maltóza je disaharid sestavljen iz dveh glukoz, ki sta povezani z a-1,4-glikozidno vezjo, in nastane z reakcijo alfamilaze (encim) na škrob. Takšno reacijo najdemo v kalijočih semenih, zato je maltoza poimenovana po sladu. Za razliko od saharoze je maltoza redukcijski sladkor. Maltoza spada med najpomembnejše disaharide, to so tudi laktoza,saharoza, v naravi pa so še izomaltoza, celobioza in trehaloza.